# Brevnoveller
Brevnoveller är en svensk tidskrift och en ideell förening grundad år 2009. De var de första i vågen nystartade svenska förlag som började ge ut tryckta novellsinglar.  
Brevnoveller ger ut fyra nummer per år, främst av etablerade författare men också av debutanter. Varje nummer består av en nyskriven novell försedd med författarpresentation och illustration. Förutom sin utgivning arrangerar Brevnoveller också regelbundet evenemang, som innehåller bland annat litteratur, livemusik och poesi.

## Utgivna författare
1. Viktor Johansson
2. Maria Zennström
3. Elise Karlsson
4. Christian Daun (debutant)
5. Magnus Carlbring
6. Anneli Jordahl
7. Sofia Nordin
8. Stefan Lindberg
9. Jonas Karlsson
10. Elisabeth Lahti (debutant)
11. Mats Kempe
12. Sara Mannheimer
13. Eric Ericson
14. My Vingren (debutant)
15. Pär Thörn [2]
16. Stephan Mendel-Enk
17. Birgitta Stenberg
18. Sandra Beijer
19. Lars Berge
20. Mija Åhlander (debutant)
21. Pål Eggert
22. Alma Kirlic